# Наука в Колумбии
Наука в Колумбии, несмотря на препятствующие её развитию затянувшийся внутренний военный конфликт и экономическую нестабильность, развивается и в некоторых отраслях знаний достигла определённых достижений.

## Космонавтика
Колумбия — одна из 8 латиноамериканских стран, имеющих свои спутники на орбите Земли. 7 апреля 2007 года с космодрома Байконур в космос был отправлен первый колумбийский спутник. Аппарат типа CubeSat Libertad I предназначен для сбора телеметрической информации и для научно-исследовательской деятельности. Запуск этого спутника стал первым важным шагом в развитии колумбийской космонавтики.

## Аэронавтика
В результате создания более 50 лет назад в Колумбии завода «Aeroleaver» и при поддержке колумбийского правительства был разработан и построен первый колумбийский дирижабль «Gavilán» («ястреб»), исключительно по собственной технологии. Он используется в Вооружённых силах Колумбии (FACE) и коммерческих целях.

## Морская наука

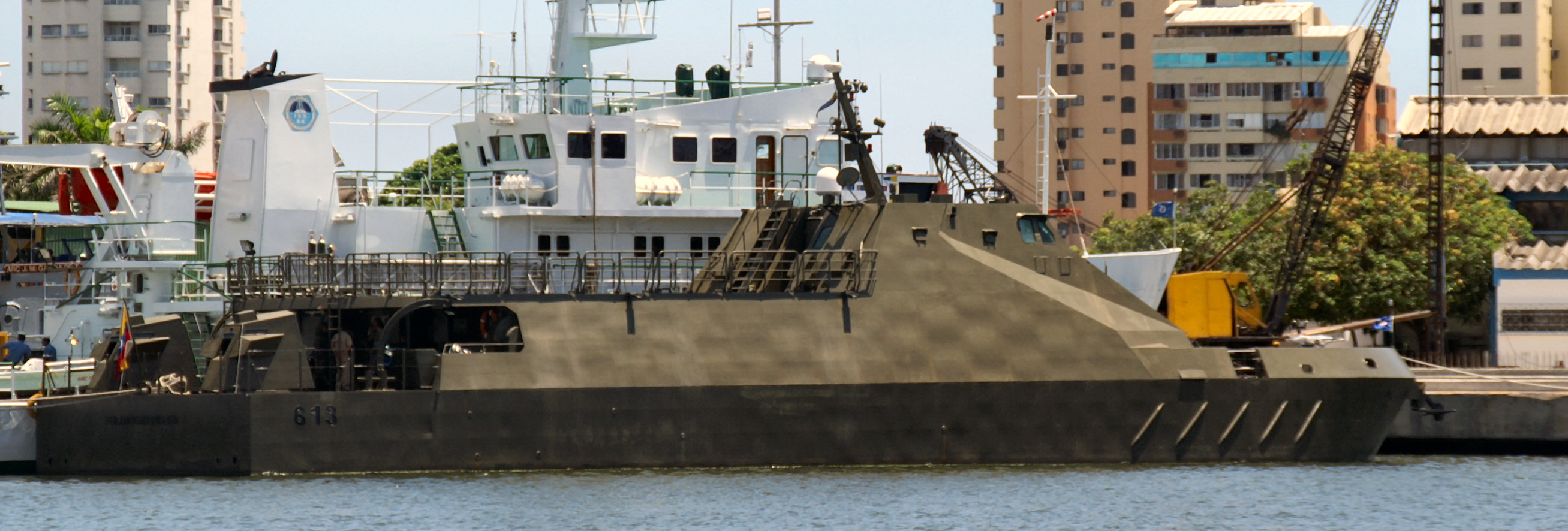
ARC TF Juan Ricardo Oyola Vera на якоре в Картахене.

Колумбия обладает одной из крупнейшей, если не самой большой верфью в Латинской Америке, расположенной в городе Картахена. Она производит речные патрульные корабли сопровождения, такие как ARC TF Juan Ricardo Oyola Vera, выпускаемые компанией Cotecmar Co. Эти корабли предназначены для патрулирования рек и прибрежных вод и обладают вертолётными площадками.

## Ядерная физика
В Боготе расположен небольшой ядерный реактор IAN-R1, предоставленный Колумбии США, который был вновь запущен после нескольких лет неиспользования. Его мощности не хватает для производства энергии и он используется в исследовательских целях. В нём образуются нейтроны, поставляя ежегодно около 4 400 проб для анализа.

## Медицина
По состоянию на 2007 год колумбийская медицина была признана одной из ведущих в мире. Доктор Хорхе Рейнольдс Помбо участвовал в разработке первого успешного внутреннего кардиосимулятора в 1958 году. Глазная хирургическая операция кератомилёз была разработана доктором Игнасио Барракером в 1964 году в Боготе. 10 января 1985 года доктор Элкин Лусена провёл первое успешное экстракорпоральное оплодотворение, позволившее появление первого латиноамериканского ребёнка из пробирки Каролины Мендес. 14 декабря 1985 года доктор Альберто Вильегас провёл первую операцию по пересадке сердца в Латинской Америке (у пациента Антонио Йепеса).
20 мая 1994 года Мануэль Элкин Патарройо был удостоен Премии принца Астурийского за его технические и научные исследования в разработке синтетической вакцины от малярии.
После принятия новой Конституции Колумбии в 1991 году была реформирована система социальной защиты согласно Закону 100, открывшему доступ к многочисленным медицинским услугам подавляющему числу колумбийцев. Однако последующий экономический кризис стал причиной разорения многих медицинских учреждений и трудностей для медицинского персонала.